# Medalha Presidencial por Mérito
A Medalha Presidencial por Mérito (em inglês:  Medal for Merit) é uma das mais destacadas condecorações civis dos Estados Unidos, concedida pelo Presidente dos Estados Unidos por conduta meritória relevante.

## Agraciados (lista parcial)
- Charles F. Detmar, Jr
- Hugh Latimer Dryden
- David B Parkinson, Sr
- Hendrik Wade Bode
- Edgar Sengier
- Elmira Bears Wickenden
- Bob Hope
- Frederick Terman
- William Frederick Durand
- Ivan Getting
- Raymond Mindlin
- Chester Barnard
- Albert de Vleeschauwer
- Gaylord Harnwell
- Frederick Vinton Hunt
- Frank Knox
- Clark Blanchard Millikan
- Eddie Rickenbacker
- Stephen Joseph Zand
- John Garand (28 de março de 1944)[1]
- Albert Hoyt Taylor (28 de março de 1944)[1]
- Leroy Grumman (1948)
- Alfred Lee Loomis
- Brian O'Brien
- Samuel F. Pryor, Jr. (1945)
- Irving Berlin (1945)
- Rudolph Forster (16 de junho de 1945)
- Henry Morgenthau Jr. (12 de dezembro de 1945)
- Ralph K. Davies (11 de dezembro, 1945)
- William Beverly Murphy (1946)
- Alexander Alexandrovich Novikov, [[marechal-em-chefe da aviação da União Soviética (1944)
- John Ray Dunning (1946)
- Robert Oppenheimer (1946)
- Charles Allen Thomas (30 de janeiro de 1946)
- Enrico Fermi (1946)
- William F. Friedman (1946)
- Cyril Stanley Smith (1946)
- Jerome Clarke Hunsaker (1946)
- Kaufman Thuma Keller (1946)
- David Luke Hopkins (1946)
- Theodore von Kármán (1946)
- William Stephenson (1946)
- W. Averell Harriman (1946)
- Byron Price (15 de janeiro de 1946)
- Samuel Irving Rosenman (24 de janeiro de 1946)
- John Edgar Hoover (8 de março de 1946)
- John Monroe Johnson (8 de março de 1946)
- John J. Pelley (March 8, 1946)
- Julius Albert Krug (1 de maio de 1946)
- William D. Pawley (13 de maio de 1946)
- Sidney Weinberg (19 de setembro de 1946)
- Juan Trippe (27 de setembro de 1946)
- Paul Vories McNutt (27 de novembro de 1946)
- George Merck (1946)
- Gonzalo Edward Buxton (30 de novembro de 1946)
- Philip McCord Morse (dezembro de 1946)
- Jack Frye (18 de dezembro de 1946)
- John von Neumann (1947)
- Joseph Desch (1947)
- Edward Fred Knipling (1947)
- Cordell Hull (15 de abril de 1947)
- John Wesley Snyder (14 de maio de 1947)
- Dean Acheson (30 de junho de 1947)
- Granville Conway (16 de julho de 1947)
- David Niles (20 de agosto de 1947)
- Louis Johnson (1 de outubro de 1947)
- Frederick Moore Vinson (3 de outubro de 1947)
- Bruce Sage (1948)
- George William Lewis (1948)
- James Gilbert Baker (1948)
- Robert F. Rinehart (1948)
- Paul Ernest Klopsteg (1948)
- Leason Adams (1948)
- James Augustine Shannon (1948)
- Smith J. DeFrance (1948)
- Linus Pauling (2 de fevereiro de 1948)
- Vannevar Bush (27 de maio de 1948)
- James Bryant Conant (27 de maio de 1948)
- Clarence N. Hickman (22 de junho de 1948)
- Myron Charles Taylor (20 de dezembro de 1948)
- Eric Johnston (1947)
- John Muccio
- Al Jolson (1950)
- Howard Charles Petersen (1947)